# Felix Titling
Felix Titling ist eine Schriftart des Unternehmens Monotype Corporation. Sie wurde 1934 vom Monotype Drawing Office in Anlehnung an das 1463 gestaltete Alphabet des veroneser Kalligraphen und Malers Felice Feliciano (1433–1479) entworfen.